# Liste der Kursbuchstrecken in Tschechien
Diese Liste führt die amtlichen Kursbuchstrecken nach der Nomenklatur des staatlichen tschechischen Eisenbahninfrastrukturunternehmens Správa železnic (SŽ) auf.

Tschechisches Kursbuchstreckennetz

## Strecken mit Personenverkehr
Folgende Tabelle enthält alle im Personenverkehr bedienten Strecken der SŽDC. Strecken ohne regelmäßigen Personenverkehr sind grau unterlegt.
| KBS | Linie von–nach                                                               | km      | Bahnstrecken                                                                    | EVU                          | Bemerkung |
| 010 | (Praha–) Kolín–Česká Třebová                                                 | 164     |                                                                                 | ČD                           | - |
| 011 | Praha–Kolín                                                                  | 62      |                                                                                 | ČD                           | Gesamtverkehr |
| 012 | Pečky–Kouřim                                                                 | 17      | Pečky–Zásmuky, Bošice–Kouřim                                                    | ČD                           | - |
| 013 | Bošice–Bečváry                                                               | 11      | Pečky–Zásmuky, Zásmuky–Bečváry                                                  | KŽC                          | nur Museumsverkehr |
| 014 | Kolín–Ledečko                                                                | 40      |                                                                                 | ČD                           | - |
| 015 | Přelouč–Prachovice                                                           | 21      | Přelouč–Prachovice                                                              | ČD                           | - |
| 016 | Borohrádek–Chrudim                                                           | 36      |                                                                                 | ČD                           | - |
| 017 | Chrudim město–Heřmanův Městec                                                | 13      |                                                                                 | ČD                           | - |
| 018 | Choceň–Litomyšl                                                              | 24      | Choceň–Litomyšl                                                                 | ČD                           | - |
| 020 | (Praha–) Velký Osek–Hradec Králové–Choceň                                    | 161     | Velký Osek–Trutnov, Chlumec nad Cidlinou–Międzylesie, Choceň–Meziměstí          | ČD                           | - |
| 021 | Týniště nad Orlicí–Letohrad                                                  | 41      | Chlumec nad Cidlinou–Międzylesie                                                | ČD                           | - |
| 022 | Častolovice–Solnice                                                          | 15      | Častolovice–Solnice                                                             | ČD                           | - |
| 023 | Doudleby nad Orlicí–Rokytnice v Orlických horách                             | 20      | Doudleby nad Orlicí–Rokytnice v Orlických horách                                | ČD                           | - |
| 024 | Ústí nad Orlicí–Štíty, Lichkov–Międzylesie                                   | 56, 9   | Chlumec nad Cidlinou–Międzylesie                                                | ČD                           | - |
| 025 | Dolní Lipka–Hanušovice                                                       | 20      | Šternberk–Lichkov                                                               | ČD                           | - |
| 026 | Týniště nad Orlicí–Broumov                                                   | 78      | Choceň–Meziměstí, Meziměstí–Ścinawka Średnia                                    | ČD                           | - |
| 028 | Opočno pod Orlickými horami–Dobruška                                         | 5       | Opočno pod Orlickými horami–Dobruška                                            | ČD                           | - |
| 030 | (Pardubice–) Jaroměř–Liberec                                                 | 161     | Pardubice–Liberec                                                               | ČD                           | - |
| 031 | Pardubice–Hradec Králové–Jaroměř                                             | 39      | Pardubice–Liberec                                                               | ČD                           | Gesamtverkehr |
| 032 | Jaroměř–Trutnov                                                              | 52      | Jaroměř–Lubawka, Velký Osek–Trutnov                                             | ČD                           | - |
| 033 | Starkoč–Náchod                                                               | 9       | Václavice–Starkoč, Choceň–Meziměstí                                             | ČD                           | - |
| 034 | Smržovka–Josefův Důl                                                         | 7       | Smržovka–Josefův Důl                                                            | ČD                           | - |
| 035 | Železný Brod–Tanvald                                                         | 17      | Železný Brod–Tanvald                                                            | ČD                           | - |
| 036 | Liberec–Tanvald–Harrachov–Szklarska Poręba Górna                             | 55      | Liberec–Kořenov, Kořenov–Jelenia Góra                                           | ČD & KD                      | - |
| 037 | Liberec–Černousy/Jindřichovice pod Smrkem                                    | 39/49   | Liberec–Zawidów, Frýdlant v Čechách–Jindřichovice pod Smrkem                    | ČD                           | - |
| 038 | Raspenava–Bílý Potok pod Smrkem                                              | 6       | Raspenava–Bílý Potok pod Smrkem                                                 | ČD                           | - |
| 040 | Chlumec nad Cidlinou–Trutnov                                                 | 102     | Velký Osek–Trutnov                                                              | ČD                           | - |
| 041 | Hradec Králové–Jičín–Turnov                                                  | 82      |                                                                                 | ČD                           | - |
| 042 | Martinice v Krkonoších–Rokytnice nad Jizerou                                 | 20      | Martinice v Krkonoších–Rokytnice nad Jizerou                                    | ČD                           | - |
| 043 | Trutnov–Lubawka                                                              | 21      | Jaroměř–Lubawka                                                                 | GWTR & KD                    | Saisonverkehr |
| 044 | Kunčice nad Labem–Vrchlabí                                                   | 4       | Kunčice nad Labem–Vrchlabí                                                      | ČD                           | - |
| 045 | Trutnov–Svoboda nad Úpou                                                     | 10      | Trutnov–Svoboda nad Úpou                                                        | GWTR                         | - |
| 046 | Hněvčeves–Smiřice                                                            | 11      | Hněvčeves–Smiřice                                                               | ČD                           | seit 2005 nur Sonderverkehr |
| 047 | Trutnov–Teplice nad Metují                                                   | 35      | Trutnov–Teplice nad Metují                                                      | ČD                           | - |
| 060 | Poříčany–Nymburk                                                             | 15      |                                                                                 | ČD                           | - |
| 061 | Nymburk–Jičín                                                                | 45      |                                                                                 | ČD                           | - |
| 062 | Chlumec nad Cidlinou–Křinec                                                  | 29      |                                                                                 | ČD                           | - |
| 063 | Bakov nad Jizerou–Kopidlno                                                   | 41      | Kopidlno–Bakov nad Jizerou                                                      | ČD                           | - |
| 064 | Mladá Boleslav–Stará Paka                                                    | 60      | Mladá Boleslav–Stará Paka                                                       | ČD                           | - |
| 070 | Praha–Turnov                                                                 | 105     | Praha hl.n.–Turnov                                                              | ČD                           | - |
| 071 | Nymburk–Mladá Boleslav                                                       | 30      |                                                                                 | ČD                           | - |
| 072 | Lysá nad Labem–Ústí nad Labem západ                                          | 96      | Kolín–Děčín                                                                     | ČD                           | - |
| 073 | Ústí nad Labem-Střekov–Děčín                                                 | 28      | Kolín–Děčín, Děčín–Varnsdorf                                                    | ČD                           | - |
| 074 | Čelákovice–Neratovice                                                        | 24      | Čelákovice–Brandýs nad Labem, Brandýs nad Labem–Neratovice                      | ČD                           | - |
| 076 | Mladá Boleslav–Mělník                                                        | 49      | Mělník–Mladá Boleslav                                                           | ČD                           | - |
| 080 | Bakov nad Jizerou–Jedlová                                                    | 70      | Bakov nad Jizerou–Ebersbach (Sachs)                                             | ČD                           | - |
| 081 | Děčín–Benešov nad Ploučnicí–Rumburk                                          | 61      | Děčín–Jedlová, Bakov nad Jizerou–Ebersbach (Sachs)                              | ČD                           | - |
| 083 | Rumburk–Dolní Poustevna–Sebnitz (Sachs)–Bad Schandau–Děčín                   | 72      | Rumburk–Sebnitz (Sachs), Sebnitz (Sachs)–Bad Schandau, Bad Schandau–Děčín       | ČD & DB Regio                | - |
| 084 | Rumburk–Panský–Mikulášovice, Rumburk–Krásná Lípa–Panský                      | 18, 11  | Rumburk–Mikulášovice, Bakov nad Jizerou–Ebersbach (Sachs), Krásná Lípa–Panský   | ČD                           | - |
| 086 | Liberec–Česká Lípa–Benešov nad Ploučnicí                                     | 79      | Liberec–Řetenice, Česká Lípa–Benešov nad Ploučnicí                              | ČD                           | - |
| 087 | Lovosice–Česká Lípa                                                          | 50      | Řetenice–Liberec                                                                | ČD                           | - |
| 089 | Liberec–Zittau–Rybniště/Seifhennersdorf                                      | 56/50   | Zittau–Liberec, Löbau–Zittau, Mittelherwigsdorf–Eibau, Děčín–Varnsdorf          | DLB                          | - |
| 090 | (Praha–) Kralupy nad Vltavou–Ústí nad Labem–Děčín                            | 133     | Praha–Děčín                                                                     | ČD                           | - |
| 091 | Praha–Kralupy nad Vltavou                                                    | 27      | Praha–Děčín                                                                     | ČD                           | Gesamtverkehr |
| 092 | Neratovice–Kralupy nad Vltavou                                               | 17      | Kralupy nad Vltavou–Neratovice                                                  | ČD                           | - |
| 093 | Kralupy nad Vltavou–Kladno                                                   | 25      | Kralupy nad Vltavou–Kladno                                                      | ČD                           | - |
| 094 | Vraňany–Lužec nad Vltavou                                                    | 3       | Vraňany–Lužec nad Vltavou                                                       | ČD                           | - |
| 095 | Vraňany–Zlonice                                                              | 33      | Libochovice–Vraňany, Roudnice nad Labem–Zlonice                                 | ČD                           | - |
| 096 | Roudnice nad Labem–Bříza                                                     | 16      | Roudnice nad Labem–Zlonice                                                      | ČD                           | - |
| 097 | Lovosice–Teplice v Čechách                                                   | 38      | Řetenice–Liberec                                                                | ČD                           | - |
| 110 | Louny–Kralupy nad Vltavou                                                    | 63      | Praha-Smíchov–Most                                                              | ČD                           | - |
| 111 | Kralupy nad Vltavou–Velvary                                                  | 10      | Kralupy nad Vltavou–Velvary                                                     | ČD                           | - |
| 113 | Lovosice–Most                                                                | 44      | Lovosice–Louny, Obrnice–Čížkovice, Praha–Most                                   | ČD                           | seit 2008 nur Sonderverkehr |
| 114 | Lovosice–Postoloprty                                                         | 46      | Lovosice–Louny, Postoloprty–Louny                                               | ČD                           | - |
| 120 | Praha–Rakovník                                                               | 73      | Praha–Chomutov, Lužná u Rakovníka–Rakovník                                      | ČD                           | - |
| 121 | Hostivice–Podlešín                                                           | 30      | Praha-Smíchov–Most                                                              | ČD                           | - |
| 122 | Praha–Hostivice–Rudná u Prahy                                                | 31      | Praha-Smíchov–Hostivice                                                         | ČD                           | - |
| 123 | Most–Žatec západ                                                             | 34      | Plzeň–Duchcov                                                                   | ČD                           | - |
| 124 | Lužná u Rakovníka–Chomutov                                                   | 66      | Praha–Chomutov                                                                  | DLB CZ                       | - |
| 125 | Krupá–Kolešovice                                                             | 17      | Krupá–Kolešovice                                                                | ČD                           | Museumsbahn; Reiseverkehr 2006 eingestellt |
| 126 | Most–Rakovník                                                                | 73      | Most–Praha, Louny–Postoloprty, Rakovník–Louny                                   | DLB CZ                       | - |
| 130 | Ústí nad Labem–Chomutov–Klášterec nad Ohří                                   | 90      | Ústí nad Labem–Chomutov, Chomutov–Cheb                                          | ČD                           | - |
| 131 | Ústí nad Labem–Úpořiny–Bílina                                                | 30      | Ústí nad Labem–Chomutov, Trmice–Bílina                                          | ČD                           | - |
| 132 | Kadaň-Prunéřov–Poláky                                                        | 15      | Kadaň-Prunéřov–Kaštice                                                          | ČD & KŽC                     | ČD betreiben saisonal Züge zwischen Kadaň předměstí bzw. Želina und Poláky; KŽC betreibt saisonal und touristisch orientierte Züge auf voller Strecke bis Kaštice bzw. Podbořany (siehe 164)                                 |
| 133 | Chomutov–Jirkov                                                              | 6       | Děčín–Chomutov                                                                  | ČD                           | - |
| 134 | Teplice v Čechách–Litvínov                                                   | 18      | Děčín–Chomutov                                                                  | ČD                           | - |
| 135 | Most–Moldava v Krušných horách                                               | 40      | Most–Moldava v Krušných horách                                                  | ČD                           | teils nur Wochenendverkehr zwischen Osek město und Moldava v krušných horách, teils täglich |
| 137 | Chomutov–Vejprty–Cranzahl                                                    | 69      | Chomutov–Reitzenhain, Křimov–Vejprty                                            | DLB CZ                       | nur saisonaler Verkehr von Frühling bis Herbst |
| 140 | Klášterec nad Ohří–Karlovy Vary–Cheb                                         | 92      | Chomutov–Cheb                                                                   | ČD & GWTR                    | GWTR betreibt einzelne Personen- sowie Schnellzüge in der Relation Karlovy Vary dolní nádraží–Karlovy Vary–Sokolov(–Kraslice)                                                                                                |
| 141 | Karlovy Vary dolní nádraží–Merklín                                           | 17      | Karlovy Vary dolní nádraží–Johanngeorgenstadt, Chomutov–Cheb, Dalovice–Merklín  | ČD                           | - |
| 142 | Karlovy Vary dolní nádraží–Johanngeorgenstadt                                | 47      | Karlovy Vary dolní nádraží–Johanngeorgenstadt                                   | ČD, GWTR & DB Erzgebirgsbahn | GWTR betreibt einzelne Personen- sowie Schnellzüge in der Relation Karlovy Vary dolní nádraží–Karlovy Vary–Sokolov(–Kraslice)                                                                                                |
| 144 | Nová Role–Chodov–Loket předměstí                                             | 12      | Nová Role–Chodov, Bahnstrecke Chomutov–Cheb, Nové Sedlo u Lokte–Krásný Jez      | ČD                           | - |
| 145 | Sokolov–Kraslice–Zwotental                                                   | 36      | Sokolov–Klingenthal, Klingenthal–Zwotental                                      | GWTR & DLB                   | - |
| 146 | Cheb–Luby u Chebu                                                            | 26      | Chomutov–Cheb, Tršnice–Luby                                                     | ČD                           | - |
| 147 | Cheb–Bad Brambach                                                            | 24      | Plauen (Vogtl) ob Bf–Cheb                                                       | ČD & DLB                     | - |
| 148 | Cheb–Hranice v Čechách/Hof Hauptbahnhof                                      | 44/64   | Cheb–Oberkotzau, Aš–Adorf, Oberkotzau–Hof Hauptbahnhof                          | ČD & DLB                     | - |
| 149 | Karlovy Vary dolní nádraží–Mariánské Lázně, Krásný Jez–Horní Slavkov-Kounice | 53, 6   | Mariánské Lázně–Karlovy Vary dolní nádraží, Krásný Jez–Nové Sedlo u Lokte       | GWTR & ČD                    | ČD betreiben saisonale Züge zwischen Karlovy Vary und Horní Slavkov-Kounice |
| 160 | Plzeň–Žatec                                                                  | 107     | Plzeň–Duchcov                                                                   | ČD & GWTR                    | - |
| 161 | Rakovník–Bečov nad Teplou                                                    | 88      | Rakovník–Bečov nad Teplou                                                       | ČD                           | - |
| 162 | Rakovník–Kralovice u Rakovníka                                               | 27      | Rakovník–Mladotice                                                              | KŽC                          | - |
| 164 | Kadaň-Prunerov–Podbořany, Vilémov u Kadaně–Kadaňský Rohozec                  | 33, 9   | Kadaň-Prunéřov–Kaštice, Duchcov–Plzeň, Vilémov u Kadaně–Doupov                  | KŽC                          | KŽC betreibt saisonal und touristische orientierte Züge |
| 170 | Praha–Plzeň–Cheb                                                             | 219     | Praha hl.n.–Praha-Smíchov, Praha-Smíchov–Plzeň, Bahnstrecke Plzeň–Cheb          | ČD & GWTR                    | GWTR betrieb im Sommer 2018 samstags einen Radzug zwischen Plzeň und Svojšín bzw. weiter über Bor nach Bělá nad Radbuzou |
| 171 | Praha–Beroun                                                                 | 43      | Praha hl.n.–Praha-Smíchov, Praha-Smíchov–Plzeň                                  | ČD                           | Gesamtverkehr |
| 172 | Zadní Třebaň–Lochovice                                                       | 27      | Zadní Třebaň–Lochovice                                                          | ČD                           | - |
| 173 | Praha-Smíchov–Beroun                                                         | 34      | Praha-Smíchov–Rudná u Prahy–Beroun                                              | ČD                           | - |
| 174 | Beroun–Rakovník                                                              | 44      | Rakonitz–Protivíner Bahn                                                        | ČD                           | - |
| 175 | Rokycany–Nezvěstice                                                          | 27      | Rokycany–Nezvěstice                                                             | ČD                           | - |
| 176 | Chrást u Plzně–Radnice                                                       | 17      | Chrást u Plzně–Radnice                                                          | ČD                           | - |
| 177 | Pňovany zastávka–Bezdružice                                                  | 27      | Plzeň–Cheb, Pňovany–Bezdružice                                                  | ČD                           | - |
| 178 | Svojšín–Bor                                                                  | 15      | Svojšín–Bor                                                                     | ČD & GWTR                    | ČD betreibt Züge nur freitags, samstags sowie sonn- & feiertags; GWTR betrieb im Sommer 2018 samstags einen Radzug zwischen Plzeň und Svojšín bzw. weiter über Bor nach Bělá nad Radbuzou; ab Dez. 2018 kein Zugverkehr mehr |
| 179 | Cheb–Marktredwitz                                                            | 27      | Nürnberg–Cheb                                                                   | ČD & DLB                     | - |
| 180 | Plzeň–Domažlice–Furth im Wald                                                | 81      | Plzeň–Furth im Wald                                                             | ČD, DLB & GWTR               | GWTR betrieb im Sommer 2018 samstags einen Radzug von Bělá nad Radbuzou über Poběžovice und Staňkov nach Plzeň |
| 181 | Nýřany–Heřmanova Huť                                                         | 10      | Nýřany–Heřmanova Huť                                                            | ČD                           | - |
| 182 | Staňkov–Poběžovice                                                           | 22      | Staňkov–Poběžovice                                                              | ČD & GWTR                    | GWTR betrieb im Sommer 2018 samstags einen Radzug von Bělá nad Radbuzou über Poběžovice und Staňkov nach Plzeň |
| 183 | Plzeň–Klatovy–Železná Ruda-Alžbětín (Bayerisch Eisenstein)                   | 97      | Plzeň–Železná Ruda-Alžbětín (Bayerisch Eisenstein)                              | ČD                           | - |
| 184 | Domažlice–Planá u Mariánských Lázní                                          | 89      | Plzeň–Furth im Wald, Odb. Pasečnice–Tachov, Planá u Mariánských Lázní–Tachov    | ČD & GWTR                    | GWTR betrieb im Sommer 2018 samstags einen Radzug von Plzeň über Svojšín und Bor nach Bělá nad Radbuzou sowie von Bělá nad Radbuzou über Poběžovice und Staňkov nach Plzeň                                                   |
| 185 | Horažďovice předměstí–Domažlice                                              | 98      | Horažďovice předměstí–Domažlice                                                 | ČD                           | - |
| 190 | Plzeň–České Budějovice, Písek město–Protivín                                 | 136, 17 | České Budějovice–Plzeň, Písek–Tábor, Zdice–Protivín                             | ČD                           | - |
| 191 | Nepomuk–Blatná                                                               | 25      | Nepomuk–Blatná                                                                  | ČD                           | - |
| 194 | České Budějovice–Volary, Nové Údolí–Černý Kříž                               | 94      | České Budějovice–Černý Kříž, Číčenice–Haidmühle                                 | GWTR                         | - |
| 195 | Rybník–Lipno nad Vltavou                                                     | 22      | Rybník–Lipno nad Vltavou                                                        | ČD                           | - |
| 196 | České Budějovice–Summerau                                                    | 64      | České Budějovice–St. Valentin                                                   | ČD & ÖBB                     | - |
| 197 | Číčenice–Nové Údolí                                                          | 70      | Číčenice–Haidmühle                                                              | GWTR                         | - |
| 198 | Strakonice–Volary                                                            | 71      | Strakonice–Volary                                                               | GWTR                         | - |
| 199 | České Budějovice–Gmünd NÖ                                                    | 52      | České Velenice–České Budějovice, Wien–České Velenice                            | ČD & ÖBB                     | - |
| 200 | Zdice–Protivín                                                               | 103     | Zdice–Protivín                                                                  | ČD                           | - |
| 201 | Tábor–Ražice                                                                 | 68      | Tábor–Ražice                                                                    | ČD                           | - |
| 202 | Tábor–Bechyně                                                                | 24      | Tábor–Bechyně                                                                   | ČD                           | - |
| 203 | Březnice–Strakonice                                                          | 50      | Březnice–Strakonice                                                             | ČD                           | - |
| 204 | Březnice–Rožmitál pod Třemšínem                                              | 9       | Březnice–Rožmitál pod Třemšínem                                                 | ČD                           | - |
| 210 | Praha–Vrané nad Vltavou–Čerčany, Vrané nad Vltavou–Dobříš                    | 63, 32  | Dobříš–Praha-Modřany                                                            | ČD                           | - |
| 212 | Čerčany–Světlá nad Sázavou                                                   | 90      | Čerčany–Světlá nad Sázavou                                                      | ČD                           | - |
| 220 | (Praha–) Benešov u Prahy–České Budějovice                                    | 169     | České Budějovice–Veselí nad Lužnicí, České Velenice–Praha                       | ČD                           | - |
| 221 | Praha–Benešov u Prahy                                                        | 55      | České Velenice–Praha                                                            | ČD                           | Gesamtverkehr |
| 222 | Benešov u Prahy–Trhový Štěpánov                                              | 33      | Benešov u Prahy–Dolní Kralovice                                                 | ČD                           | - |
| 223 | Olbramovice–Sedlčany                                                         | 17      | Olbramovice–Sedlčany                                                            | ČD                           | - |
| 224 | Tábor–Horní Cerekev                                                          | 69      | Tábor–Horní Cerekev                                                             | ČD                           | - |
| 225 | Havlíčkův Brod–Veselí nad Lužnicí                                            | 120     | Znojmo–Kolín, Veselí nad Lužnicí–Jihlava                                        | ČD                           | - |
| 226 | Veselí nad Lužnicí–České Velenice                                            | 55      | České Velenice–Praha                                                            | ČD                           | - |
| 227 | Kostelec u Jihlavy–Slavonice                                                 | 53      | Kostelec u Jihlavy–Slavonice                                                    | ČD                           | - |
| 228 | Jindřichův Hradec–Obrataň                                                    | 46      | Jindřichův Hradec–Obrataň                                                       | JHMD                         | Schmalspurbahn |
| 229 | Jindřichův Hradec–Nová Bystřice                                              | 33      | Jindřichův Hradec–Nová Bystřice                                                 | JHMD                         | Schmalspurbahn |
| 230 | (Praha–) Kolín–Havlíčkův Brod                                                | 136     | Znojmo–Kolín                                                                    | ČD                           | - |
| 231 | Praha–Lysá nad Labem–Kolín                                                   | 73      | Lysá nad Labem–Praha, Kolín–Děčín                                               | ČD                           | - |
| 232 | Lysá nad Labem–Milovice                                                      | 5       | Lysá nad Labem–Milovice                                                         | ČD                           | - |
| 233 | Čelákovice–Mochov                                                            | 4       | Čelákovice–Mochov                                                               | KŽC Doprava                  | seit 2006 nur Sonderverkehr |
| 235 | Kutná Hora–Zruč nad Sázavou                                                  | 36      | Kutná Hora–Zruč nad Sázavou                                                     | ČD                           | - |
| 236 | Čáslav–Třemošnice                                                            | 17      | Čáslav–Třemošnice                                                               | ČD                           | - |
| 237 | Havlíčkův Brod–Humpolec                                                      | 25      | Havlíčkův Brod–Humpolec                                                         | ČD                           | - |
| 238 | Pardubice–Havlíčkův Brod                                                     | 92      | Pardubice–Havlíčkův Brod                                                        | ČD                           | - |
| 240 | Brno–Jihlava                                                                 | 104     | Hrušovany nad Jevišovkou–Brno, Střelice–Okříšky, Znojmo–Kolín                   | ČD                           | - |
| 241 | Znojmo–Okříšky                                                               | 70      | Znojmo–Kolín                                                                    | ČD                           | - |
| 243 | Moravské Budějovice–Jemnice                                                  | 21      | Moravské Budějovice–Jemnice                                                     | ČD                           | seit 2011 nur Wochenendverkehr im Sommer |
| 244 | Brno–Hrušovany nad Jevišovkou, Moravské Bránice–Oslavany                     | 23, 9   | Hrušovany nad Jevišovkou–Brno, Moravské Bránice–Oslavany                        | ČD                           | - |
| 246 | Břeclav–Znojmo                                                               | 69      | Břeclav–Hrušovany nad Jevišovkou                                                | ČD                           | - |
| 247 | Břeclav–Lednice                                                              | 12      | Břeclav–Hrušovany nad Jevišovkou, Boří les–Lednice                              | ČD                           | nur Wochenendverkehr im Sommer |
| 248 | Znojmo–Retz                                                                  | 17      | Wien–Znojmo                                                                     | ČD & ÖBB                     | - |
| 250 | (Praha–) Havlíčkův Brod–Brno–Kúty                                            | 334     | Brno–Havlíčkův Brod, Břeclav–Brno, Břeclav–Kúty                                 | ČD                           | - |
| 251 | Žďár nad Sázavou–Nové Město na Moravě–Tišnov                                 | 62      | Žďár nad Sázavou–Tišnov                                                         | ČD                           | - |
| 252 | Křižanov–Studenec                                                            | 34      | Křižanov–Studenec                                                               | ČD                           | - |
| 253 | Vranovice–Pohořelice                                                         | 8       | Vranovice–Pohořelice                                                            | ČD                           | Reiseverkehr 2008 eingestellt |
| 254 | Šakvice–Hustopeče u Brna                                                     | 7       | Šakvice–Hustopeče u Brna                                                        | ČD                           | - |
| 255 | Hodonín–Zaječí                                                               | 37      | Hodonín–Zaječí                                                                  | ČD                           | - |
| 260 | (Praha–) Česká Třebová–Brno                                                  | 255     |                                                                                 | ČD                           | - |
| 261 | Svitavy–Žďárec u Skutče                                                      | 53      |                                                                                 | ČD                           | - |
| 262 | Česká Třebová–Chornice–Skalice nad Svitavou                                  | 74      |                                                                                 | ČD                           | - |
| 270 | (Praha–) Česká Třebová–Přerov–Bohumín                                        | 364     |                                                                                 | ČD                           | - |
| 271 | Prostějov–Chornice                                                           | 41      |                                                                                 | ČD                           | - |
| 272 | Rudoltice v Čechách–Lanškroun                                                | 18      |                                                                                 | ČD                           | - |
| 273 | Červenka–Senice na Hané                                                      | 41      |                                                                                 | ČD                           | - |
| 274 | Litovel předměstí–Mladeč                                                     | 6       |                                                                                 | ČD                           | nur Wochenendverkehr im Sommer |
| 275 | Prostějov–Kostelec na Hané–Olomouc                                           | 25      |                                                                                 | ČD                           | - |
| 276 | Suchdol nad Odrou–Budišov nad Budišovkou                                     | 39      | Suchdol nad Odrou–Budišov nad Budišovkou                                        | ČD                           | - |
| 277 | Suchdol nad Odrou–Fulnek                                                     | 10      | Suchdol nad Odrou–Fulnek                                                        | ČD                           | - |
| 278 | Suchdol nad Odrou–Nový Jičín město                                           | 8       |                                                                                 | ČD                           | - |
| 279 | Studénka–Bílovec                                                             | 7       |                                                                                 | ČD                           | - |
| 280 | Hranice na Moravě–Střelná                                                    | 67      |                                                                                 | ČD                           | - |
| 281 | Valašské Meziříčí–Rožnov pod Radhoštěm                                       | 13      | Valašské Meziříčí–Rožnov pod Radhoštěm                                          | ČD                           | - |
| 282 | Vsetín–Velké Karlovice                                                       | 27      | Vsetín–Velké Karlovice                                                          | ČD                           | - |
| 283 | Horní Lideč–Bylnice                                                          | 19      |                                                                                 | ČD                           | - |
| 290 | Olomouc–Šumperk                                                              | 57      | Šternberk–Lichkov                                                               | ČD                           | - |
| 291 | Zábřeh na Moravě–Šumperk                                                     | 13      | Zábřeh na Moravě–Sobotín                                                        | ČD                           | - |
| 292 | Šumperk–Krnov                                                                | 123     | Šternberk–Lichkov, Hanušovice–Głuchołazy, Krnov–Głuchołazy                      | ČD                           | - |
| 293 | Šumperk–Kouty nad Desnou, Petrov nad Desnou–Sobotín                          | 19 / 3  | Zábřeh na Moravě–Sobotín, Petrov nad Desnou–Kouty nad Desnou                    | Connex Morava                | - |
| 294 | Hanušovice–Staré Město pod Sněžníkem                                         | 11      | Hanušovice–Staré Město pod Sněžníkem                                            | ČD                           | - |
| 295 | Lipová-lázně–Javorník ve Slezsku                                             | 31      | Lipová Lázně–Bernartice u Javorníka, Bernartice u Javorníka–Javorník ve Slezsku | ČD                           | - |
| 296 | Velká Kraš–Vidnava                                                           | 4       | Velká Kraš–Vidnava                                                              | ČD                           | - |
| 297 | Mikulovice–Zlaté Hory                                                        | 9       | Mikulovice–Zlaté Hory                                                           | ČD                           | - |
| 298 | Třemešná ve Slezsku–Osoblaha                                                 | 20      | Třemešná ve Slezsku–Osoblaha                                                    | ČD                           | Schmalspurbahn |
| 300 | Brno–Přerov (–Bohumín)                                                       | 180     | Brno–Přerov                                                                     | ČD                           | - |
| 301 | Nezamyslice–Olomouc                                                          | 39      |                                                                                 | ČD                           | - |
| 303 | Kojetín–Valašské Meziříčí                                                    | 61      |                                                                                 | ČD                           | - |
| 305 | Kroměříž–Zborovice                                                           | 17      |                                                                                 | ČD                           | - |
| 310 | Olomouc–Opava východ                                                         | 116     | Olomouc–Opava východ                                                            | ČD                           | - |
| 311 | Valšov–Rýmařov                                                               | 15      | Valšov–Rýmařov                                                                  | ČD                           | - |
| 312 | Bruntál–Malá Morávka                                                         | 17      | Bruntál–Malá Morávka                                                            | ČD                           | nur noch unregelmäßige Sonderfahrten |
| 313 | Milotice nad Opavou–Vrbno pod Pradědem                                       | 20      | Milotice nad Opavou–Vrbno pod Pradědem                                          | GW Train Regio               | - |
| 314 | Opava východ–Jakartovice                                                     | 21      | Opava východ–Horní Benešov                                                      | ČD                           | - |
| 315 | Opava východ–Hradec nad Moravicí                                             | 8       | Opava východ–Horní Benešov, Odbočka Moravice–Hradec nad Moravicí                | ČD                           | - |
| 317 | Opava východ–Hlučín                                                          | 22      | Opava východ–Hlučín                                                             | ČD                           | - |
| 318 | Kravaře ve Slezsku–Chuchelná                                                 | 10      | Kravaře ve Slezsku–Chuchelná                                                    | ČD                           | - |
| 320 | Bohumín–Čadca, Dětmarovice–Petrovice u Karviné                               | 69 / 6  | Žilina–Bohumín                                                                  | ČD                           | - |
| 321 | Opava východ–Ostrava-Svinov–Český Těšín, Ostrava-Svinov–Ostrava-Kunčice      | 69 / 13 |                                                                                 | ČD                           | - |
| 322 | Český Těšín–Frýdek-Místek                                                    | 27      |                                                                                 | ČD                           | - |
| 323 | Ostrava–Valaske Meziříčí                                                     | 72      |                                                                                 | ČD                           | - |
| 324 | Frýdlant nad Ostravicí–Ostravice                                             | 7       |                                                                                 | ČD                           | - |
| 325 | Studénka–Veřovice                                                            | 27      | Studénka–Veřovice                                                               | ČD                           | - |
| 326 | Hostašovice–Nový Jičín horní nádraží                                         | 10      |                                                                                 | ČD                           | - |
| 330 | Přerov–Břeclav                                                               | 100     |                                                                                 | ČD                           | - |
| 340 | Brno–Uherské Hradiště                                                        | 108     |                                                                                 | ČD                           | - |
| 341 | Staré město u Uherského Hradiště–Vlárský průsmyk                             | 68      |                                                                                 | ČD                           | - |
| 342 | Bzenec–Moravský Písek                                                        | 4       |                                                                                 | ČD                           | - |
| 343 | Hodonín–Veselí nad Moravou–Vrbovce                                           | 49      | Nové Mesto nad Váhom–Veselí nad Moravou                                         | ČD                           | - |
| 346 | Újezdec u Luhačovic–Luhačovice                                               | 10      | Újezdec u Luhačovic–Luhačovice                                                  | ČD                           | - |
| ML  | Roztoky u Prahy–Praha-Libeň                                                  | 14      | Praha-Libeň–odb. Stromovka, Praha–Děčín                                         | RJET                         | „Městská linka“ (Stadtlinie) |

## Sondertabellen
| KBS    | Linie (von–nach)               | km | Bahnstrecken              | Betreiber   | Bemerkung                         |
| 800ff. | -                              | -  | -                         | -           | Grenzüberschreitende Verbindungen |
| 900    | Horní Hanychov–Ještěd          | 1  | Seilbahn Ještěd           | ČD          | Kabinenseilbahn                   |
| 901    | Česká Kamenice–Kamenický Šenov | 5  | Česká Kamenice–Česká Lípa | KŽC Doprava | Museumsverkehr                    |
| AE     | Praha hl. n.–Praha letiště     | 19 | -                         | ČD          | „Airport-Express“ (Buslinie)      |

## Strecken ohne Personenverkehr
Auf den hier aufgeführten Strecken findet kein regelmäßiger Personenverkehr mehr statt. Sie sind nicht mehr im Kursbuch der SŽDC enthalten.
| KBS | Linie (von–nach)                | km | Bahnstrecken              | Einstellung       | Bemerkung                  |
| 163 | Protivec–Bochov                 | 17 | Protivec–Bochov           | 31. Mai 1996      | -                          |
| 242 | Dobronín–Polná                  | 6  | Dobronín–Polná            | 22. Mai 1982      | -                          |
| 245 | Hrušovany nad Jevišovkou–Hevlín | 7  | Hevlín–Brno               | 30. Juni 2010     | -                          |
| 256 | Čejč–Ždánice                    | 25 | odb. Čejč–Ždánice         | 23. Mai 1998      | Strecke teilweise abgebaut |
| 257 | Kyjov–Mutěnice                  | 16 | Mutěnice–Kyjov            | 12. Dezember 2004 | -                          |
| 333 | Nezamyslice–Morkovice           | 12 | Nezamyslice–Morkovice     | 25. Januar 1998   | 2005 stillgelegt           |
| 332 | Hodonín–Holíč                   | 6  | Hodonín–Holíč nad Moravou | 12. Dezember 2004 | -                          |
| 334 | Kojetín–Tovačov                 | 11 | Kojetín–Tovačov           | 30. Mai 1981      | -                          |